# Oligodon pulcherrimus
Oligodon pulcherrimus este o specie de șerpi din genul Oligodon, familia Colubridae, descrisă de Werner 1909. A fost clasificată de IUCN ca specie vulnerabilă. Conform Catalogue of Life specia Oligodon pulcherrimus nu are subspecii cunoscute.